# لرزه‌سنج وود–اندرسون

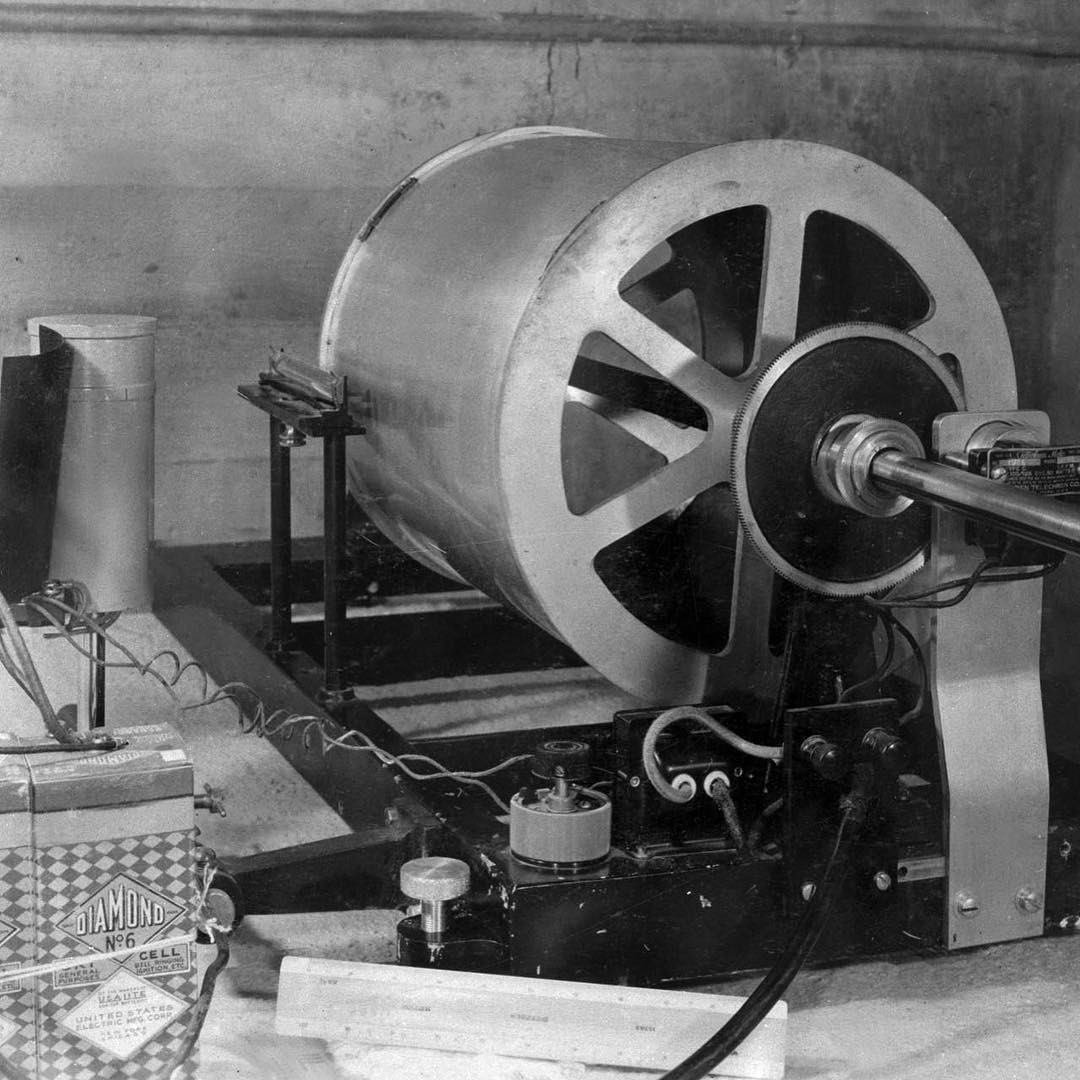
دستگاه لرزه‌سنج وود–اندرسون با موتور AC سنکرون که درام خود را با سرعت ثابت ۱ میلی‌متر در ثانیه به حرکت درمی‌آورد..

لرزه‌سنج وود–اندرسون (انگلیسی: Wood–Anderson seismometer) که لرزه‌نگار وود–اندرسون نیز نامیده می‌شود، یک دستگاه لرزه‌سنج پیچشی است که در دهه ۱۹۲۰ میلادی توسط هری اسکار وود و جان آگوست اندرسون در ایالات متحده برای ثبت زمین‌لرزه‌های جنوب کالیفرنیا ساخته شد. این دستگاه حرکت افقی را به صورت تصویرنگاری ثبت می‌کند. لرزه‌سنج وود–اندرسون از یک آونگ ۰٫۸ گرمی با تناوب زمانی ۰٫۸ ثانیه استفاده می‌کند که بزرگنمایی آن ۲٬۸۰۰ برابر و ثابت میرایی آن ۰٫۸ است. چارلز فرانسیس ریشتر مقیاس بزرگی لرزه‌ای خود به نام مقیاس ریشتر را با استفاده از این لرزه‌سنج توسعه داد.

## دید کلی
در سال ۱۹۰۸، گرو کارل گیلبرت زمین‌شناس آمریکایی برای تهیه نقشه ای از گسل‌های بالقوه فعال در شمال کالیفرنیا ۱۰۰۰ دلار به هری وود پرداخت کرد. چند سال بعد اندرو لاوسون، استاد دانشگاه کالیفرنیا، برکلی وود را مأمور نظارت بر لرزه‌سنج‌های دانشگاه کرد که در آن توجه به زمین لرزه‌های محلی و همچنین رویدادهای دور که (به‌ویژه توسط دانشمندان اروپایی مانند بنو گوتنبرگ) برای مطالعه ویژگی‌های درونی زمین مورد استفاده قرار می‌گرفت، متمرکز بود. لرزه‌سنج‌هایی که تا آن زمان مورد استفاده قرار می‌گرفتند، برای تشخیص امواج لرزه‌ای طولانی‌مدت از زمین‌لرزه‌های دور ساخته و بهینه‌سازی شده بودند و رویدادهای محلی را به خوبی تشخیص نمی‌دادند. وود در سال ۱۹۱۲ برکلی را ترک کرد و چندین سال به تحقیق در مورد لرزه‌شناسی آتشفشان در هاوایی پرداخت و با آرتور لوئیس دی مدیر آزمایشگاه ژئوفیزیک مؤسسه کارنگی تماس گرفت. در آن زمان آرتور لوئیس دی پژوهش‌های آتشفشان‌شناسی را نیز در آنجا هدایت می‌کرد. او به عنوان مربی وود خدمت می‌کرد و وود با استفاده از توصیه‌های او به دفتر استانداردها در واشینگتن دی.سی. رفت و در آنجا با ارتباطاتی با جرج الری هیل مدیر رصدخانه مونت‌ویلسون بنیاد کارنگی برای علوم در پاسادنا، کالیفرنیا ایجاد کرد.
در مارس ۱۹۲۱، مؤسسه کارنگی پیشنهاد وود را برای تأمین مالی یک برنامه طولانی‌مدت تحقیقات لرزه‌شناسی در کالیفرنیای جنوبی پذیرفت. وود به عنوان پژوهشگر مؤسسه، با مشارکت جان آگوست اندرسون که یک طراح ابزار و اخترفیزیکدان از رصدخانه مونت‌ویلسون بود، همکاری کرد. هدف آنها توسعه یک دستگاه لرزه‌سنج بود که بتواند امواج کوتاه‌مدت زمین‌لرزه‌های محلی را ثبت کند. ابزار آنها به توانایی اندازه‌گیری امواج لرزه‌ای با دوره‌های ۰٫۵ تا ۲٫۰ ثانیه نیاز داشت. این دوره به‌طور قابل‌توجهی کوتاه‌تر از چیزی بود که واحدهای موجود قادر به شناسایی آن بودند. در سپتامبر ۱۹۲۳، با تکمیل موفقیت‌آمیز چیزی که به عنوان لرزه‌سنج پیچشی وود–اندرسون شناخته شد، تمرکز بر ایجاد شبکه‌ای از ابزارها در سرتاسر منطقه بود که می‌توانست کانون‌های زمین‌لرزه را مشخص کرده و در نهایت امکان نقشه‌برداری از پهنه‌های گسلی مربوط را فراهم کند. وود پیشنهاد کرد که بنیاد کارنگی شبکه کوچکی از واحدها را در پنج مکان در سراسر منطقه (پاسادنا، مونت ویلسون، ریورساید، جزیره سانتا کاتالینا و فالبروک) ایجاد کند و بنیاد کارنگی نیز با این پیشنهاد موافقت کرد.

## مقیاس بزرگی ریشتر
پیش از توسعه مقیاس‌های بزرگی لرزه‌ای، تنها معیار اندازه‌گیری قدرت یا «اندازه» زمین‌لرزه، ارزیابی ذهنی از شدت لرزش مشاهده‌شده در نزدیکی رومرکز زمین‌لرزه بود که با استفاده از مقیاس‌های متنوع شدت لرزه‌ای مانند مقیاس روسی–فورل دسته‌بندی می‌شد. (در اینجا «اندازه» به معنای مقدار انرژی آزادشده استفاده می‌شود، نه اندازه منطقه تحت تأثیر لرزش، اگرچه زمین‌لرزه‌های با انرژی بالاتر بسته به زمین‌شناسی محلی منطقه وسیع‌تری را تحت تأثیر قرار می‌دهند). در سال ۱۸۸۳ جان میلن حدس زد که لرزش زمین‌لرزه‌های بزرگ ممکن است امواجی قابل تشخیص در سراسر جهان ایجاد کند و در سال ۱۸۹۹ دانشمندی به نام فون ربور پاشویتز امواج لرزه‌ای را در آلمان رصد کرد که به زمین‌لرزه توکیو نسبت داده می‌شد. در دهه ۱۹۲۰ هری وود و جان اندرسون لرزه‌سنج وود–اندرسون را توسعه دادند که یکی از نخستین ابزارهای کاربردی برای ثبت امواج لرزه‌ای به‌شمار می‌رفت. هری وود سپس تحت نظارت مؤسسه فناوری کالیفرنیا و بنیاد کارنگی برای علوم شبکه‌ای از لرزه‌سنج‌ها را ساخت که در سراسر کالیفرنیای جنوبی کشیده شده بود. او همچنین چارلز ریشتر جوان و ناشناخته را برای اندازه‌گیری لرزه‌نگاری‌ها و مکان‌یابی زمین‌لرزه‌های تولیدکننده امواج لرزه‌ای استخدام کرد.
در سال ۱۹۳۱ کیو واداتی نشان داد که چگونه چندین زمین‌لرزه قوی در ژاپن را با استفاده از دامنه لرزش مشاهده‌شده در فواصل مختلف از کانون زمین‌لرزه اندازه‌گیری کرده است. او سپس لگاریتم دامنه در برابر فاصله را ترسیم کرد و یک سری منحنی‌هایی پیدا کرد که همبستگی تقریبی با بزرگی‌های تخمینی زمین‌لرزه‌ها را نشان می‌داد. ریشتر برخی از مشکلات را با این روش حل کرد و سپس با استفاده از داده‌های جمع‌آوری شده توسط همکارش بنو گوتنبرگ، منحنی‌های مشابهی تهیه و تأیید کرد که می‌توان از آن‌ها برای مقایسه بزرگی نسبی زمین‌لرزه‌های مختلف استفاده کرد.
به‌دست‌آوردن یک روش عملی برای تخصیص یک اندازه مطلق بزرگی، پیشرفت‌های بیشتری مورد نیاز بود. نخست، برای گستره وسیعی از مقادیر ممکن، ریشتر پیشنهاد گوتنبرگ در مورد مقیاس لگاریتمی را پذیرفت. در این مقیاس لگاریتمی، هر مرحله نشان‌دهنده افزایش ده برابری بزرگی زمین‌لرزه است، مشابه مقیاس قدر در اخترشناسی که برای بیان اندازه روشنایی ستاره به‌کار می‌رود. دوم اینکه ریشتر خواست بزرگی صفر در حدود آستانه ادراک انسان باشد. سوم، وی لرزه‌نگار وود–اندرسون را به عنوان ابزار استاندارد برای تولید لرزه‌نگاشت تعیین کرد. سپس بزرگی زمین‌لرزه به صورت «لگاریتم بزرگ‌ترین دامنه ردّ لرزه‌ای، بیان‌شده در یکای میکرومتر» تعریف شد که در فاصله ۱۰۰ کیلومتری (۶۲ مایل) اندازه‌گیری می‌شود. مقیاس ریشتر با تعریف لرزه بزرگی ۰ به عنوان لرزه‌ای که حداکثر دامنه ۱ میکرومتر (۰٫۰۰۱ میلی‌متر یا ۱ میکرون) بر روی لرزه‌نگاشت ثبت‌شده توسط لرزه‌سنج پیچشی وود–اندرسون (در فاصله ۱۰۰ کیلومتری) ایجاد می‌کند، کالیبره شد. در نهایت، ریشتر جدولی از اصلاحات فاصله را محاسبه کرد که در آن برای مسافت‌های کمتر از ۲۰۰ کیلومتر، میرایی به‌شدت تحت تأثیر ساختار و ویژگی‌های زمین‌شناسی منطقه بود.
هنگامی که ریشتر مقیاس به‌دست‌آمده را در سال ۱۹۳۵ ارائه کرد، آن را (به پیشنهاد هری وود) صرفاً یک مقیاس «بزرگی» نامید. به نظر می‌رسد استفاده از اصطلاح «بزرگی ریشتر» از زمانی آغاز شد که پری بایرلی به رسانه‌ها گفت که این مقیاس متعلق به ریشتر است و «باید به آن اشاره کرد». در سال ۱۹۵۶، گوتنبرگ و ریشتر، در حالی که هنوز به «مقیاس بزرگی» اشاره می‌کردند، آن را «بزرگی محلی» با نماد ML  نام‌گذاری کردند تا این مقیاس از دو مقیاس دیگری که ساخته بودند، یعنی مقیاس‌های بزرگی موج سطحی (MS) و بزرگی موج حجمی (MB) متمایز شود.
بزرگی ریشتر یک زمین‌لرزه بر اساس لگاریتم دامنه امواج لرزه‌ای ثبت‌شده توسط لرزه‌نگارها تعیین می‌شود (تعدیل‌هایی برای جبران تغییر در فاصله بین لرزه‌نگارهای مختلف و رومرکز زمین‌لرزه لحاظ می‌شود). فرمول اصلی مقیاس بزرگی ریشتر به صورت زیر است:
{\displaystyle M_{\mathrm {L} }=\log _{10}A-\log _{10}A_{\mathrm {0} }(\delta )=\log _{10}[A/A_{\mathrm {0} }(\delta )],\ }
در این فرمول A حداکثر جابه‌جایی لرزه‌نگار وود–اندرسون است و تابع تجربی A0 فقط به فاصله رومرکزی ایستگاه لرزه‌نگاری {\displaystyle \delta } بستگی دارد. در عمل، مقادیر خوانده‌شده از تمام ایستگاه‌ها، پس از تعدیل با اصلاحات مخصوص ایستگاه برای به‌دست آوردن مقدار ML ، میانگین‌گیری می‌شوند.